# Steinfirst (Gengenbach)
Der Steinfirst ist ein 600 m ü. NHN hoher Berg zwischen Kinzigtal und Schuttertal im Mittleren Schwarzwald in Baden-Württemberg.

## Geografie
Der Steinfirst erhebt sich südlich von Berghaupten und Gengenbach-Bermersbach über den linken Seitentälern des vorderen Kinzigtales und nordöstlich des im Schuttertal gelegenen Lahr-Reichenbach. Im Gipfelbereich laufen die Gemarkungen von Bermersbach, Diersburg und Friesenheim zusammen.
Im Jahr 2017 wurde der Windpark Rauhkasten/Steinfirst mit vier Windkraftanlagen in Betrieb genommen. Zwei davon stehen am Steinfirst und zwei am südlich gelegenen Rauhkasten. Zwischen den beiden Höhenrücken befindet sich in einer Senke der Rebmesserstein mit der Guttahütte, die an Sonn- und Feiertagen vom Schwarzwaldverein Gengenbach bewirtet wird. Hier führt auch der Kandelhöhenweg vorbei. Auf dem Gipfel des Steinfirsts befindet sich eine Steinpyramide, die nach und nach mit den umliegenden Steinen aufgesetzt wurde.